# La Crosse (Rebsorte)
La Crosse ist eine Weißweinsorte. Es handelt sich um eine Neuzüchtung zwischen ES 114 x  Seyval Blanc. Die Kreuzung erfolgte im Jahre 1971 durch Elmer Swenson auf seinem eigenen Betrieb in der Nähe von Osceola in Wisconsin. Mittels der gleichen Kreuzung entstand zeitgleich die Rebsorte St. Pepin. La Crosse erbringt fruchtige Weißweine.
Anpflanzungen der frühreifenden Sorte sind in den amerikanischen Bundesstaaten Nebraska (Weinbau in Nebraska), Iowa (Weinbau in Iowa), Minnesota (Weinbau in Minnesota), Wisconsin (Weinbau in Wisconsin), Illinois (Weinbau in Illinois), Ohio (Weinbau in Ohio) und South Dakota (Weinbau in South Dakota) bekannt.
Elmer Swenson war auf der Suche nach frühreifenden und winterharten Sorten, die für den Norden der Vereinigten Staaten geeignet sind. La Crosse ist bis -25 Grad Fahrenheit (- 31,6 °C) winterhart. Anfällig ist die Sorte gegen die Pilzkrankheiten Echter Mehltau und Falscher Mehltau.
Siehe auch den Artikel: Weinbau in den Vereinigten Staaten sowie die Liste von Rebsorten.
Abstammung: ES 114 (Minnesota 78 x Rosette) x Seyval Blanc.